# Деи Росси, Риккардо
Риккардо деи Росси (итал. Riccardo dei Rossi; род. 6 февраля 1969, Триест) — итальянский гребец, выступавший за национальную сборную Италии по академической гребле в 1990-х годах. Серебряный призёр летних Олимпийских игр в Сиднее, двукратный чемпион мира, обладатель двух серебряных медалей Средиземноморских игр, многократный победитель и призёр первенств национального значения.

## Биография
Риккардо деи Росси родился 6 февраля 1969 года в городе Триесте, автономная область Фриули — Венеция-Джулия.
Впервые заявил о себе в академической гребле на международном уровне в сезоне 1986 года, когда вошёл в состав итальянской национальной сборной и выступил на юниорском мировом первенстве в Рачице, где занял пятое место в программе парных четвёрок.
В 1987 году на юниорском мировом первенстве в Кёльне вновь стал пятым в парных четвёрках.
Начиная с 1990 года соревновался среди взрослых спортсменов, в частности отметился выступлением в восьмёрках на чемпионате мира в Тасмании.
В 1991 году стартовал в составе экипажа-восьмёрки на чемпионате мира в Вене.
Благодаря череде удачных выступлений удостоился права защищать честь страны на летних Олимпийских играх 1992 года в Барселоне — в распашных безрульных четвёрках сумел квалифицироваться лишь в утешительный финал В и расположился в итоговом протоколе соревнований на восьмой строке.
В 1993 году в безрульных четвёрках выиграл серебряную медаль на Средиземноморских играх в Лангедок-Руссильоне, был седьмым на чемпионате мира в Рачице.
В 1994 году одержал победу среди четырёхместных экипажей без рулевого на чемпионате мира в Индианаполисе.
В 1995 году в той же дисциплине победил на чемпионате мира в Тампере.
Благополучно прошёл отбор на Олимпийские игры 1996 года в Атланте — на сей раз в безрульных четвёрках показал шестой результат.
В 1997 году в четвёрках без рулевого получил серебро на Средиземноморских играх в Бари, финишировал пятым на чемпионате мира в Эгбелете.
В 1998 и 1999 годах взял бронзу на чемпионатах мира в Кёльне и Сент-Катаринсе.
Последний и самый значимый результат в своей спортивной карьере показал в сезоне 2000 года на Олимпийских играх в Сиднее, когда вместе с соотечественниками Вальтером Молеа, Лоренцо Карбончини и Карло Морнати завоевал серебряную медаль в программе четвёрок безрульных, уступив всего 0,38 секунды титулованному британскому экипажу во главе со Стивом Редгрейвом. За это выдающееся достижение по итогам сезона удостоен ордена «За заслуги перед Итальянской Республикой» в степени офицера.
После завершения карьеры спортсмена в течение некоторого времени работал управляющим в судостроительной компании Arzanà Navi, затем в 2014 году вернулся в греблю как спортивный функционер в клубе Circolo Canottaggio Ospedalieri..